# Проституция в Таиланде

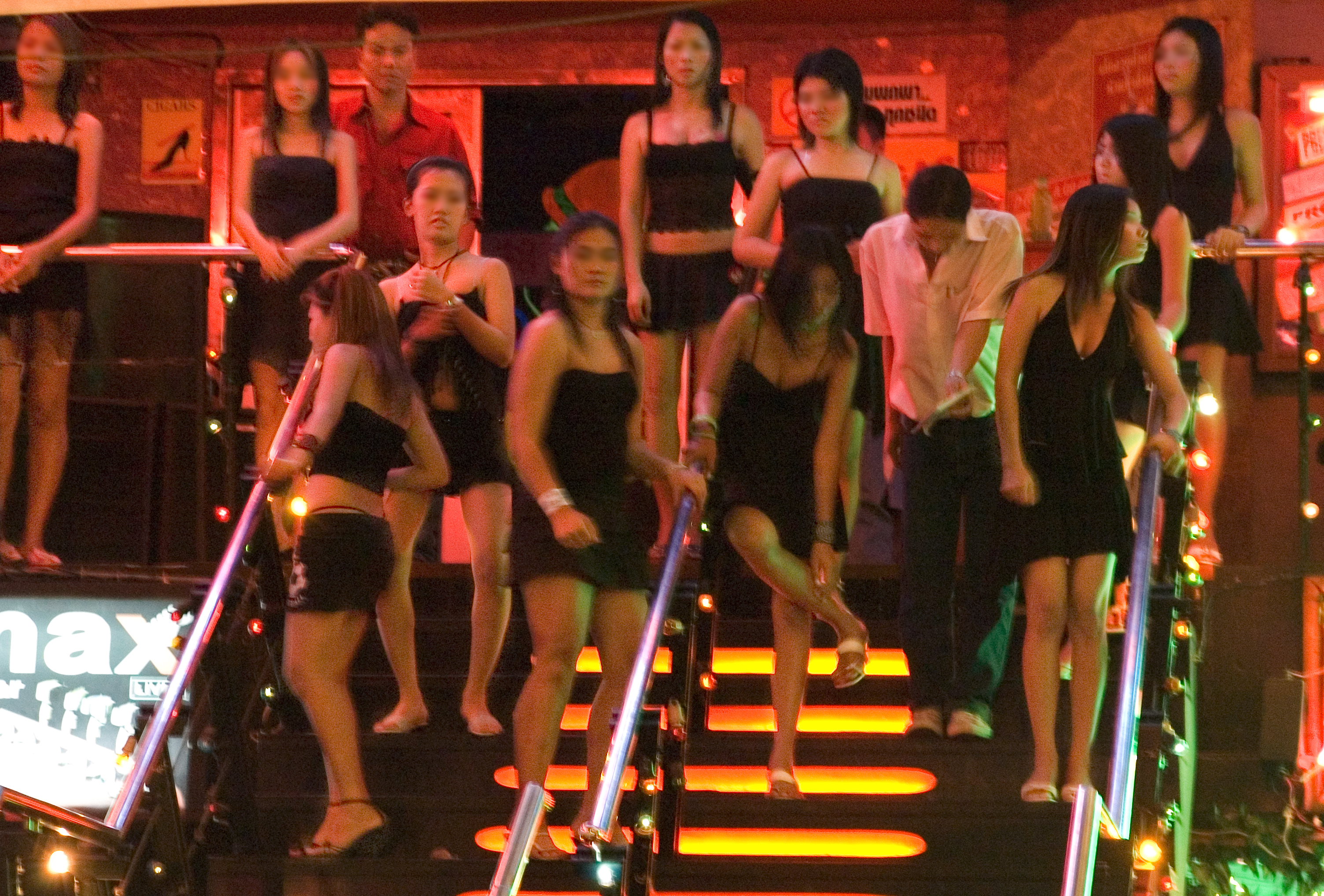
Проститутки в Паттайе

Проституция в Таиланде официально находится под запретом, однако на практике широко распространена.
По закону о преодолении проституции от 1960 года наказание было предусмотрено для всех лиц, вовлечённых в секс-индустрию, кроме самого клиента. В 1992 году Таиланд присоединился к Акту о международном сотрудничестве в области уголовного права. В 1997 году поправками к закону о проституции были увеличены штрафы для тех, кто занимается сексом с проститутками моложе 18 лет (штраф 60 000 батов плюс 3 года тюрьмы). За связь с девушкой младше 15 лет предусмотрен штраф в 120 000 батов плюс от 2 до 6 лет тюрьмы (по состоянию на 2013 год).

## Оценки численности проституток
В докладе Международной организации труда от 1998 года говорилось, что в Таиланде проституцией занимаются свыше 300 тысяч женщин. Кевин Бейлз, международный эксперт по проблеме современного рабства, в 1999 году в монографии «Одноразовые люди. Новое рабство в системе глобальной экономики» писал: «В настоящий момент число купленных девочек приближается к 35000. Девочки-рабыни обслуживают самый низший сегмент рынка — небогатых рабочих, студентов и т. п. Общее число взрослых проституток в Таиланде около полумиллиона, причём из них в рабство попала только каждая двадцатая. Большинство занимается проституцией добровольно».

## Правовые основы
Правовой статус проституции в Таиланде основан на трёх законах:

### Закон о предотвращении и пресечении проституции
Закон о предотвращении и пресечении проституции 1996 года — это законодательный акт, который прямо запрещает проституцию в Таиланде. В соответствии с этим законом «проституция» — это «Сексуальные отношения или любое другое действие совершенное с целью удовлетворить сексуальное желание другого лица в обмен на деньги или любую другую выгоду, независимо от пола лиц, которые участвуют в данном действии». Чёткого определения фразы «проститутка» в законе не предусмотрено.
В соответствии с этим законом лица, которые просят секс «…открытым и бесстыдным образом…» (нет чёткого определения данной фразы) или «которые причиняют вред общественности» к штрафу наказываются штрафом. Лица, которые связаны с организацией проституции и заведениями для этой деятельности, наказываются тюремным заключением и/или штрафом. Термин «заведение для проституции» чётко не определён, хотя его можно толковать как: любое место, где происходит проституция. Закон особенно строг и внимателен к случаям детской проституции, в отношении которой предусмотрены более тяжелые наказания (до шести лет лишения свободы, если проститутка моложе 15 лет). Этот закон предусматривает серьёзные наказания в отношении владельцев учреждений для проституции Также уголовный кодекс предусматривает наказания за приобретение или использование денег, полученных от проституции.
Закон о предотвращении и пресечении проституции был написан с особым вниманием к детской проституции и торговле людьми. Раздел 8 предусматривает наказание для клиентов, вступающих в половые отношения с работниками секс-бизнеса которые младше 15 лет в виде лишения свободы на срок от двух до шести лет и штрафом в размере до 120 000 бат. Для работников секс-бизнеса в возрасте от 15 до 18 лет срок тюремного заключения составляет один-три года, а штраф до 60 000 бат.
В отношении торговли людьми в разделе 9 закона говорится, что «любое лицо, которое покупает, соблазняет или забирает кого-либо для проституции, даже с её или его согласия и независимо от того, совершаются эти преступные действия в пределах Королевства или вне его, подлежит тюремному заключению на срок от одного до десяти лет и штрафу в размере от 20 000 до 200 000 бат».
Кроме того, любое преступные действия, которое совершается «посредством мошенничества, обмана, угрозы, насилия или применения чрезмерного влияния», наказываются штрафом, который «на треть больше предусматриваемого, за соответствующее преступление».

### Закон о внесении изменений в Уголовный кодекс
В Законе о внесении изменений в Уголовный кодекс (№ 14) от 1997 года прямо не указано, что проституция в Таиланде является незаконной, но в разделе IX 286 статьи Уголовного кодекса говорится: «Любое лицо, имеющее старше 16 лет, и зарабатывающее проституцией, даже если это какая-то часть её доходов, наказывается лишением свободы на срок от семи до двадцати лет и штрафом от четырнадцати до сорока тысяч бат или пожизненным заключением». Такое же наказание предусмотрено для любого лица, которое курирует проституцию или помогает любой проститутке в ссоре с клиентом.
Закон также был написан с учётом детской проституции, однако он не имеет полной ясности, поскольку не даёт чёткого определения «непристойному действию». В разделе IX статьи 279 Уголовного кодекса говорится: «Тот, кто совершает непристойное действие в отношении ребёнка, не достигшего 15-летнего возраста, независимо от того, согласен ли такой ребёнок или нет, наказывается лишением свободы на срок не более десяти лет и/или штрафом, не превышающим 20 000 бат».

### Закон о развлечениях
Закон о развлекательных заведениях 1966 года возлагает ответственность на владельца развлекательных заведений определённого типа. Если в его заведении происходит проституция, то его привлекают к уголовной ответственности. Согласно этому закону, работники секс-бизнеса должны пройти реабилитацию в течение одного года после отбывания наказания за проституцию.
Виды деятельности, связанные с проституцией, считаются незаконными. К ним относятся: организация публичных домов и домогательство. Также этот закон прямо направлен против лиц, занимающихся проституцией. Однако, на практике к проституции относятся терпимо. Иногда потому, что местные чиновники имеют свои финансовые интересы в местной проституции. Проституция действует тайно во многих частях страны.

## Попытки легализации
В 2003 году Министерство юстиции рассмотрело вопрос о легализации проституции в качестве официальной профессии с налогооблагаемым доходом. Это вызвало бурное публичное обсуждение темы. Легализация и регулирование проституции были предложены с целью увеличения налоговых поступлений, сокращения коррупции и улучшения положения рабочих. Однако ничего больше сделано не было.